# Needles and Pins
Needles and Pins är en poplåt skriven av Jack Nitzsche och Sonny Bono. Den lanserades som vinylsingel av Jackie DeShannon i april 1963. Hennes version blev bara en måttlig framgång och nådde #84 på Billboard Hot 100. I januari 1964 lanserade The Searchers låten på singel, och deras Merseybeat-arrangemang blev mycket framgångsrikt både i Europa och USA. Låten kom att bli en av gruppens största hitsinglar och blev deras andra brittiska singeletta. Inspelningen kännetecknas av gruppens ljudbild med "krispig" 12-strängad gitarr och ett tydligt bastrumpedal-parti som går genom låten.
Låten har senare även spelats in av artister som Cher, Tom Petty och Stevie Nicks (en liveversion), Willy DeVille, Smokie, The Ramones (på albumet Road to Ruin) och Thorleifs.

## Listplaceringar, The Searchers
| Lista (1964)   | Position               |
| -------------- | ---------------------- |
| Finland        | 31                     |
| Frankrike      | 50                     |
| Irland         | 1                      |
| Norge          | 8 (VG-lista)           |
| Storbritannien | 1                      |
| Sverige        | 6 (Kvällstoppen)       |
| Sverige        | 5 (Tio i topp)         |
| USA            | 13 (Billboard Hot 100) |
| Västtyskland   | 8                      |